# Campionati mondiali di ginnastica artistica 2011 - Cavallo con maniglie

## Risultati
| Pos.    | Ginnasta              | Nazione     | Punteggio di partenza | Punteggio della giuria | Penalità | Totale |
| ------- | --------------------- | ----------- | --------------------- | ---------------------- | -------- | ------ |
| Oro     | Krisztián Berki       | Ungheria    | 6,700                 | 9,133                  | -        | 15,833 |
| Argento | Cyril Tommasone       | Francia     | 6,900                 | 8,600                  | -        | 15,500 |
| Bronzo  | Louis Smith           | Regno Unito | 7,000                 | 8,066                  | -        | 15,066 |
| 4       | Vid Hidvégi           | Ungheria    | 6,400                 | 8,600                  | -        | 15,000 |
| 5       | Kōhei Uchimura        | Giappone    | 6,700                 | 7,833                  | -        | 14,533 |
| 6       | Prashanth Sellathurai | Australia   | 6,600                 | 7,733                  | -        | 14,333 |
| 7       | Sašo Bertoncelj       | Slovenia    | 6,500                 | 7,766                  | -        | 14,266 |
| 7       | Teng Haibin           | Cina        | 6,600                 | 7,666                  | -        | 14,266 |